# Эстрильда
Эстрильда (англ. Estrildis) — мифическая любовница короля бриттов Локрина и мать его дочери Габрен согласно сочинению летописца XII века Гальфрида Монмутского. 
В псевдоисторическом произведении Гальфрида «Historia Regum Britanniae» (История королей Британии) Эстрильда, дочь короля Германии, была доставлена в Британию в качестве пленницы Гумбера Гунна во время его вторжения в Британию после смерти короля Брута Троянского. В итоге вторгшиеся северные «гунны» были побеждены тремя сыновьями Брута, старший из которых — Локрин — влюбился в красивую германскую принцессу, обнаружив её на одном из кораблей Гумбера. Локрин уже был помолвлен с Гвендолен, дочерью короля Корнуолла Корина, но сделал Эстрильду своей любовницей. В течение семи лет он тайно посещал её в пещере под Триновантумом («Новая Троя», то есть Лондон), где о ней заботилась слуги. Эстрильда родила ему дочь Габрен.
Когда Корин умер, Локрин изгнал Гвендолен с сыном Мадданом и объявил Эстрильду своей королевой. Гвендолен была оскорблена и возглавила корнуэльскую армию против Локрина, победив его. Затем она утопила в реке Эстрильду вместе с её дочерью Габрен, после чего эта река якобы и получила своё название Габрен на валлийском языке (река Северн на английском).
Её имя, вероятно, является латинизированной формой средневекового имени Эстрильд (Estrild, на староанглийском — Éastorhild), которое сохранялось в Англии лишь до XII века в соответствии с Оксфордским словарём английских христианских имён 1984 года. 